# Dobytí Joppy
Dobytí Joppy je starověký egyptský příběh, který popisuje, jak egyptský generál Djehuty ve službách faraóna Thutmose III. dobyl lstí kanaánské město Yapu či Joppu, tedy pozdější a současnou Jaffu. Archeologické výzkumy v posledních letech potvrdily, že příběh měl reálné podklady.

## Historie
Neúlný text příběhu o dobytí města Joppy se dochoval v pozdějším opisu na zadní straně takzvaného Harrisova papyru 500 v Britském muzeu v Londýně. Datování chybí.
Příběh byl tradičně považován za čistě literární fabulaci a situován k dobytí nějaké nekonkrétní pevnosti v Sýrii, následující po tažení vojska faraóna Thutmose III. do Sýrie. Jediným prvkem skutečnosti se jevilo jméno konkrétního velitele Djehuty, který sloužil pod Thutmosem III.
Navzdory literární tradici a nekonkrétnímu charakteru vyprávění rypadla v Jaffě před rokem 2010 odkryla nálezovou situaci terénu s archeologickými nálezy, které potvrdily, že historickým podkladem tohoto příběhu mohla být akce konkrétní egyptské posádky v tomto konkrétním městě. Situaci do pozdní doby bronzové datovala stratigrafie vrstev terénu a hmotné nálezy z intervalu let 1456 až 1400 před naším letopočtem.
Tuto verzi příběhu podpořily dále rozsáhlé nálezy zničených egyptských lodí v jaffském přístavu: byly datované dendrochronologií dřeva do poloviny vlády 18. dynastie a některé zbytky plavidel jasně náležely mezi typy, užívané za vlády Amenhotepa II.
Tyto nálezy společně s kyperskou keramikou upřesnily datování události na konec 15. století před naším letopočtem, a možnost jejího spojení s povstáním v Apheku (název lokality opět nebyl specifikovaný). Povstání bylo potlačeno v sedmém roce vlády Amenhotepa II., tj. roku 1418 př. n. l.
Bagry objasnily zkázu za kanaánského povstání, během něhož Egypťané svou pevnost ztratili krátce poté, co sem faraón Thutmose III. posádku vylodil. Příběh vypráví události spojené se znovudobytím Jaffy, které pravděpodobně bezprostředně předcházely tažení proti Apheku, a nikoliv první dobytí Thutmosem III. nebo dobytí místa, jak někteří tvrdili.

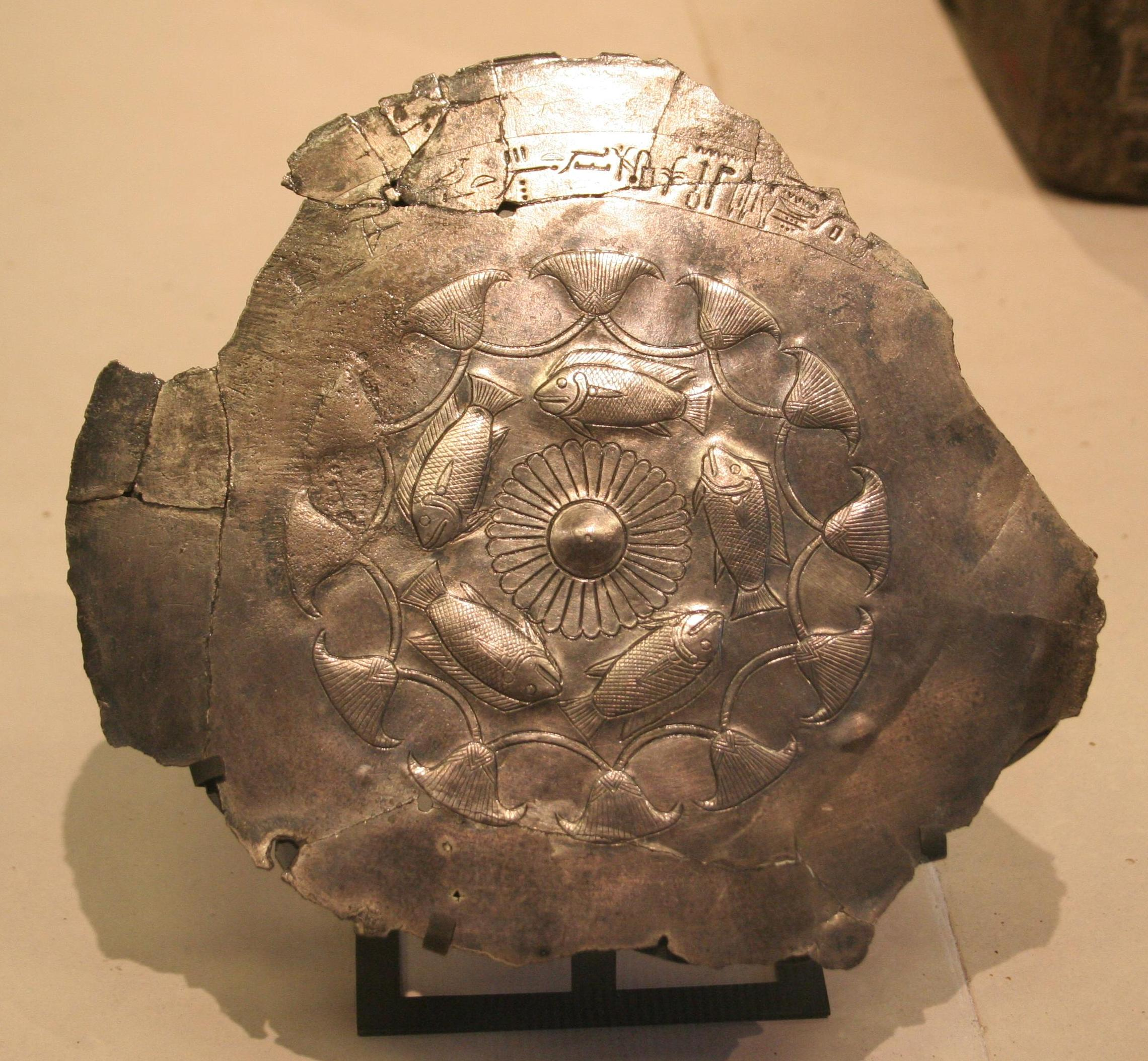
Zlatá miska s věnováním generálu Djehutovi, originál, spodní strana Louvre

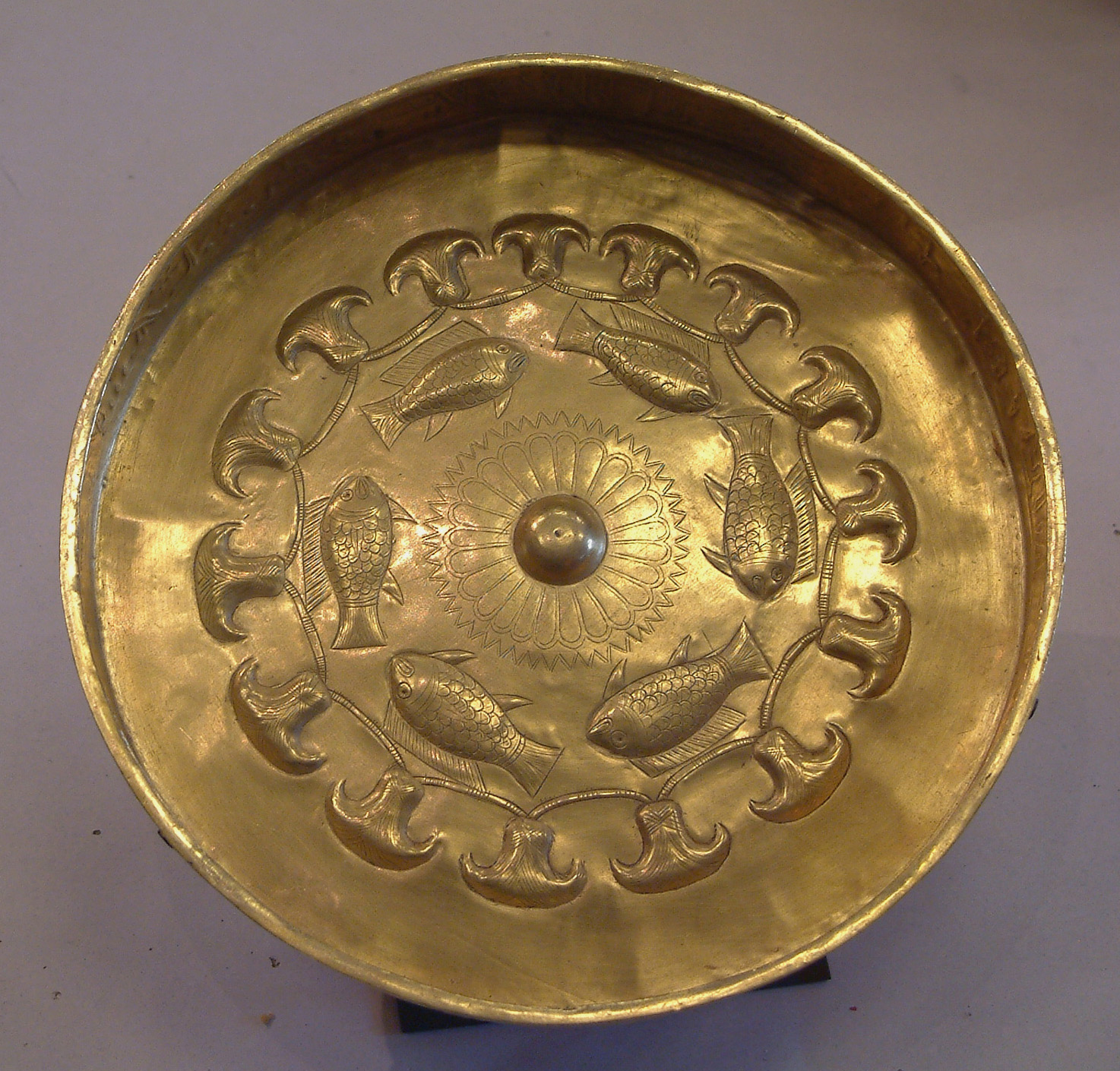
Zlatá miska, horní strana

Djehutova taktika lsti z příběhu připomíná taktiku Trojského koně z Homérovy Iliady, nebo Ali Babu a čtyřicet loupežníků z pohádek Tisíce a jedné noci. Událost v Joppě ovšem předcházela literárnímu prostředí řecké tradice o více než 200 let, mohla být tedy jeho předlohou.

## Příběh
Začátek příběhu se nedochoval. Začíná až momentem, kdy Djehuty pozval prince z Joppy na večírek ve svém táboře za městem. Tam ho knokautoval, do pytlů schoval dvě stě svých vojáků, naložil je na soumary a poslal s vozatajem, aby městu oznámil, že Egypťané se vzdali a posílají výkupné. Do města tak byli přivezeni ukrytí egyptští vojáci, vyskákali z pytlů a město dobyli.
Příběh se objevil také v novodobé české literatuře: převyprávěl jej Eduard Petiška.

## Djehutova zlatá miska
K nejvzácnějším dokladům Djehutovy identity a kariéry patří nález zlaté misky. Je na ní kromě dekorace z lotosových květů a ryb v mezikruží egyptským obrázkovým písmem vyrytá dedikace s Djehutovým jménem.